# Siemens Charger
Die Siemens Charger ist eine Familie von dieselelektrischen, Zweikraft- und Mehrsystem-Lokomotiven von Siemens Mobility, die in den Vereinigten Staaten (Sacramento) für den nordamerikanischen Markt produziert werden. Die Familie ist wie die Elektrolokomotive ACS-64 von der europäischen Lokomotivplattform Siemens Vectron abgeleitet.

## Varianten
- Die SC-44 ist die Basisausführung mit 4400 hp, die vor allem von Vorortbahnen (Commuter Rail) eingesetzt wird.
- Die Variante SCB-40 wurde für die Brightline der Eisenbahngesellschaft „All Aboard Florida“ entwickelt, wo immer zwei Lokomotiven in einem Wendezug verkehren. Die gleiche Motorbauart leistet dort 400 hp (300 kW) weniger.
- Die Variante ALC-42, wobei ALC für Amtrak Long-distance Charger steht, ist die Langstrecken-Version für Amtrak.[1] Diese Lokomotiven haben gegenüber den SC-44 größere Brennstofftanks und können mit 1000 kW mehr Leistung für die Reisezugwagen bereitstellen.
- Die ALC-42E verfügt über eine Gleichspannung-Zwischenkreisanbindung für einen passenden Reisezugwagen. Dieser verfügt über einen Stromabnehmer mit Transformator (Auxiliary Power Vehicle) oder Traktionsbatterien, sodass der Zug rein elektrisch fahren kann.
- Die Charger B+AC verfügt über Traktionsbatterien, ein Wechselstrom-Modul und Dachstromabnehmer[2][3]

## Bestellungen

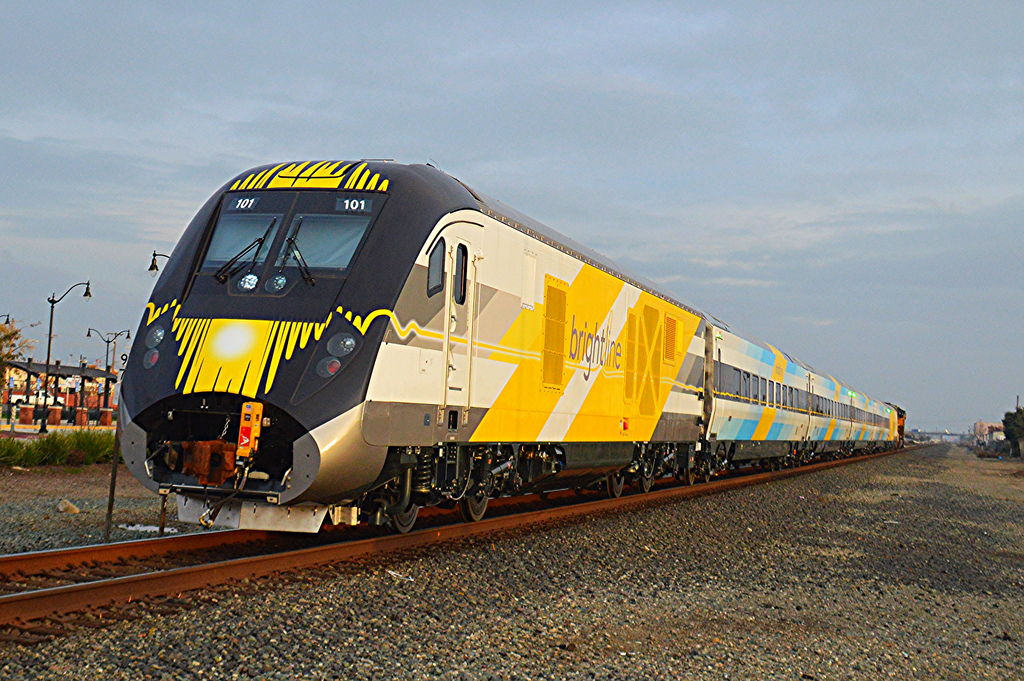
Version SCB-40 für All aboard Florida (brightline)

Stand 2025 liegen 328 Bestellungen für das Lokomotivmodell vor:
| Variante     | Besteller                               | Anzahl | Option | Liefertermin | Nummerierung | Bemerkungen |
| ------------ | --------------------------------------- | ------ | ------ | ------------ | ------------ | --- |
| SC-44        | Illinois Department of Transportation   | 33     |        | 2015–2017    | 4601–4633    | [ 4 ] |
| SC-44        | California Department of Transportation | 24     |        | 2016–        | 2101–2124    | Dachspoiler für den Einsatz mit Doppelstockwagen |
| SC-44        | Washington Department of Transportation | 8      |        | 2016–2017    | 1400–1407    | für Amtrak-Cascades-Züge |
| SCB-40       | All Aboard Florida                      | 21     |        | 2016         | 101–121      | Kupplungsverkleidung; Teil einer Bestellung von im Betrieb fix gekuppelten Triebzügen (Lok-Wagen-Lok-Züge) |
| SC-44        | Maryland Transit Administration         | 8      |        | 2017/2018    | 80–87        | |
| SC-44        | San Joaquin Regional Rail Commission    | 4      |        | ab 2019      | 3110–3113    | für Altamont Corridor Express |
| SC-44        | North County Transit District           | 9      |        | ab 2021      |              | für Coaster-Regionalzüge |
| SCV-42       | Via Rail Canada                         | 32     |        | ab 2021      |              | Teil einer Bestellung von im Betrieb fix gekuppelten Wendezügen (Lok-Wagen-Züge nach Railjet 1. Generation-Prinzip); modizifizierte Front |
| ALC-42       | Amtrak                                  | 75     |        | 2021–2024    |              | für nationale Langstreckenzüge |
| SC-42DM      | Metropolitan Transportation Authority   | 33     |        | ab 2025      |              | für Metro-North Railroad, Optionen für bis zu 144 weitere Lokomotiven Im Juni 2023 wurden 6 weitere Lokomotiven bestellt. SC-42DM sind Zweikraftlokomotiven (dieselelektrisch und Stromschiene) Im Februar 2025 wurden aus Optionen dieser Bestellung 13 Lokomotiven für Oberleitungs- und Batterie-Betrieb bestellt, Produktname Charger B+AC. |
| Charger B+AC | Metropolitan Transportation Authority   | 13     |        |              |              | für Metro-North Railroad, Optionen für bis zu 144 weitere Lokomotiven Im Juni 2023 wurden 6 weitere Lokomotiven bestellt. SC-42DM sind Zweikraftlokomotiven (dieselelektrisch und Stromschiene) Im Februar 2025 wurden aus Optionen dieser Bestellung 13 Lokomotiven für Oberleitungs- und Batterie-Betrieb bestellt, Produktname Charger B+AC. |
|              | Réseau de transport métropolitain       | 10     |        | ab 2025      |              | für exo-Regionalzüge |
| ALC-42       | Amtrak                                  | 50     |        |              |              | |
| SCV-42       | Ontario Northland                       | 3      |        |              |              | für den Nahverkehr zwischen Timmins und Toronto. Teil einer Bestellung von im Betrieb fix gekuppelten Wendezügen (Lok-Wagen-Züge) |
| SC-44        | Trinity Railway Express                 | 5      |        | ab 2026      |              | für den Nahverkehr zwischen Dallas und Fort Worth. |

_ Gemeinsame Ausschreibung von Amtrak und den Bundesstaaten Kalifornien, Michigan, Missouri und Washington; nach den ersten Optionsabrufen sind noch Optionen für 36 Lokomotiven für den Regionalverkehr und 75 für den Fernverkehr offen; alle Lokomotiven stehen im Betrieb bei Amtrak

## Betrieb
Am 18. Dezember 2017 entgleiste beim Eisenbahnunfall von DuPont im Bundesstaat Washington ein Amtrak-Cascades-Zug, der von einer SC-44 gezogen wurde, während der Fahrt über den neuen Point Defiance Bypass (Bahnstrecke Tacoma–DuPont) am ersten Tag des kommerziellen Betriebs.